# هايل وودروف
هايل أسباشيو وودروف (بالإنجليزية: Hale Woodruff)‏ (من مواليد 26 أغسطس 1900، وحتى 6 سبتمبر 1980)، فنان أمريكي معروف بلوحاته الجدارية ورسوماته ومطبوعاته.

## أولى سنوات حياته وعائلته وتعليمه
وُلد وودروف في مدينة القاهرة بولاية إلينوي الأمريكية في 26 أغسطس من عام 1900. نشأ ضمن عائلة من ذوي البشرة السوداء في مدينة ناشفيل بولاية تينيسي الأمريكية، حيث درس في مدارس محلية تمييزية. درس وودروف في مدرسة هيرون للفن والتصميم في مدينة إنديانابوليس في ولاية إنديانا الأمريكية، وفي معهد الفن في شيكاغو، وفي متحف فوغ للفنون التابع لجامعة هارفارد.
حاز وودروف على منحة من مؤسسة هارمون في عام 1926، سمحت له بإتمام دراسته لأربع سنوات في باريس (بين عامي 1927 و 1931)، وهو الأمر الذي ساهم في تغيير مجرى حياته. درس وودروف أيضًا في دار واتيو الأكاديمية الاسكندنافية، وفي الأكاديمية الحديثة في باريس. تعرف وودروف، خلال فترة تدريبه في متاحف المدينة، على مغتربين آخرين، بما في ذلك الفنان الأمريكي الأفريقي الرائد هنري أوساوا تانر. التقى وودروف بشخصيات بارزة في الحركة الطلائعية الفرنسية، وبدأ بتجميع القطع الفنية الأفريقية، التي كانت مصدرًا لإلهام العديد من الحداثيين الآخرين، بما في ذلك بابلو بيكاسو.
عاد وودروف إلى الولايات المتحدة عام 1931، وتزوج تيريزا أدا بيكر في نفس العام. رُزق الزوجان بطفل واحد، روي.

## عمله في مجال الفن
عاد وودروف إلى الولايات المتحدة مكرهًا، وذلك بسبب الضغوط المالية التي تعرض لها نتيجة الكساد الكبير، وعمل كمدرس للفنون لإعالة نفسه. في وقت لاحق، أصبح وودروف المدير الفني لجامعة أتلانتا، التي تعتبر جامعة تاريخية للسود. درّس وودروف عددًا من الفصول الدراسية في مختبر المدرسة الثانوية التابعة للجامعة، ودرّس طلاب كلية مورهاوس وسبيلمان المعنية بالنساء السود. أسس وودروف مسابقة معرض جامعة أتنلانتا السنوي للوحات ومنحوتات ومطبوعات الفنانين الزنوج، والذي عُرضت فيه أعمال العديد من الفنانين الأمريكيين الأفارقة، ونُظم من عام 1942 وحتى عام 1970.
في عام 1936، سافر وودروف إلى المكسيك للدراسة على يد رسام الجداريات الشهير، دييجو ريفيرا، وتعلم أسلوبه في رسم اللوحات الجدارية، وأصبح بعدها مهتمًا برسم الشخصيات. عاد وودروف بعدها إلى مهنة التدريس في أتلانتا، وانتقل بعد ذلك ليدرّس في كلية تالتديجا في ألاباما، وليعمل، بعمولةٍ، على عدد من اللوحات الجدارية. بعد عودته إلى الولايات المتحدة عام 1936، طبق وودروف فهمه لمدرسة ما بعد الانطباعية والتكعيبية على الرسم والطباعة الفنية بهدف الترويج للقضايا الاجتماعية. استوحى وودروف أفكار لوحاته من العنصرية والفقر اللذين واجههما الأمريكيون من أصل أفريقي في الولايات الأمريكية الجنوبية خلال فترة الكساد الكبير.
افتتح وودروف خلال فترة خمسينيات القرن العشرين، ثلاثة معارض فردية في صالة عرض بيرثا شايفر.
تعتبر جدارية تمرد أميستاد المكونة من ثلاث لوحات (عام 1938)، والتي أنجزها ووردوف لصالح مكتبة سايفري في كلية تالاديجا، أشهر أعماله. حملت اللوحات الثلاث عناوين التمرد، مشهد المحكمة، والعودة إلى أفريقيا، وصور وودروف فيها الأحداث المتعلقة بالتمرد الذي قام به عبيد شعب الميندي عام 1939، على سفينة أمسيتاد الإسبانية. حدث التمرد بعد حظر الولايات المتحدة وبريطانيا تجارة العبيد عبر المحيط الأطلسي، مع استمرار إسبانيا بنقل السود من أفريقيا إلى أوروبا. تصور اللوحات الجدارية تمرّد الأسرى على السفينة الإسبانية، ومحاكمة المحكمة العليا الأمريكية المرتبطة بهذه الواقعة، وعودة أفراد شعبي الميندي، في ما بعد، إلى أفريقيا

## وصلات خارجية
- هايل وودروف على موقع الموسوعة البريطانية (الإنجليزية)